# Galearis
Galearis is een geslacht van negen soorten terrestrische orchideeën uit oostelijk Noord-Amerika, India, de Himalaya, Korea en Japan.

## Naamgeving en etymologie
- Engels: Helmed orchid

De botanische naam Galearis is afgeleid van het Latijnse galea (helm), naar de tot een helm omgevormde kelk- en kroonbladen.

## Kenmerken
Galearis-soorten zijn terrestrische orchideeën met een vlezige rizoom, een gladde, onvertakte stengel met één of twee basale, breed ovaal tot ronde, vlezige  bladeren met een spitse top en een eindstandige, rechtopstaande, ijle bloemtros. De bloemen zijn opvallend gekleurd en worden ondersteund door smal ovale, spitse schutbladen. De kelkbladen en de bovenste kroonbladen vormen samen een helmpje.  

## Soorten
Het geslacht omvat negen soorten. De typesoort is Galearis spectabilis.
- Galearis cyclochila (Franch. & Sav.) Soó (1969)
- Galearis fauriei (Finet) P.F.Hunt (1971)
- Galearis huanglongensis Q.W.Meng & Y.B.Luo (2008)
- Galearis roborovskyi (Maxim.) S.C.Chen, P.J.Cribb & S.W.Gale (2009)
- Galearis rotundifolia (Banks ex Pursh) R.M.Bateman (2009)
- Galearis spathulata (Lindl.) P.F.Hunt (1971)
- Galearis spectabilis (L.) Raf. (1833)
- Galearis tschiliensis (Schltr.) P.J.Cribb, S.W.Gale & R.M.Bateman (2009)
- Galearis wardii (W.W.Sm.) P.F.Hunt (1971)